# ファンタジア (Fantasia) / NORIKO Part I
『ファンタジア (Fantasia) / NORIKO Part I』は、日本の歌手・酒井法子が1987年7月1日に発売したデビュー・アルバムである。

## 解説

### お願いダーリン
「お願いダーリン」は1986年発売のVHD『YUPPIE』に先行で収録されており、『TWIN BEST』や『NORIKO BOX 30th Anniversary Mammoth Edition』ではデビュー・シングルの「男のコになりたい｣より先の時系列で収録されている。また『NORIKO BOX』ではシングルのA面B面を収録したディスク1の1曲目に収録されている事などから事実上のプレデビュー・シングル的扱いを受けている。

## 収録曲
| #   | タイトル                                     | 作詞       | 作曲             | 時間  |
| --- | -------------------------------------------- | ---------- | ---------------- | ----- |
| 1.  | 「男のコになりたい（アルバム・バージョン）」 | 三浦徳子   | Frankie.T        | 04:11 |
| 2.  | 「ワガママ・シンドローム」                   | 森浩美     | 緑 一二三        | 03:27 |
| 3.  | 「お願いダーリン」                           | 三浦徳子   | 瀬井広明         | 04:18 |
| 4.  | 「プリティ・パラノイア」                     | 蓮田ひろか | 石川恵樹         | 03:49 |
| 5.  | 「マンモス・ラッキィ BOY」                   | 三浦徳子   | Frankie.T        | 03:35 |
| 6.  | 「サヨナラのかわりに」                       | 島エリナ   | 瀬井広明         | 04:51 |
| 7.  | 「渚のファンタシイ」                         | 竹花いち子 | タケカワユキヒデ | 03:41 |
| 8.  | 「月夜にドキッ!」                            | 篠原仁志   | 鈴木キサブロー   | 03:48 |
| 9.  | 「若葉マークに首ったけ」                     | 篠原仁志   | 鈴木キサブロー   | 03:36 |
| 10. | 「マグニチュード・ヒロイン」                 | 戸川純     | Frankie.T        | 03:30 |
| 11. | 「哀しきモナムール」                         | 森浩美     | 落合努           | 04:55 |
| 12. | 「素敵なシンデレラ・ナイト」                 | 只野菜摘   | 石川恵樹         | 03:57 |